# کریوسوودوو
کریوسوودوو (به چکی: Křivsoudov) یک منطقهٔ مسکونی در جمهوری چک است که در ناحیه بنشوو واقع شده‌است.